# Список замків Словаччини
Цей список укріплень на території Словацької республіки включає замки, фортеці та оборонні вежі середньовічного та пізніших періодів. Він не є повним та виключним і становить лише частину загальної кількості словацьких фортифікаційних споруд.

## Основний список
| Зображення | Назва                             | Словацька назва                 | Дата будівництва                                             | Місцезнаходження                                                     | Спорудник | Інші відомості |
| ---------- | --------------------------------- | ------------------------------- | ------------------------------------------------------------ | -------------------------------------------------------------------- | --- | --- |
|            | Міський замок в Банській Бистриці | Mestský hrad v Banskej Bystrici | 1480—1510                                                    | Банська Бистриця                                                     | | Замок будувався як фортеця навколо романської церкви св. Діви Марії кінця ХІІІ ст. Комплекс споруд включає барбакан, що захищає головні ворота, три бастіона та оборонні мури. |
|            | Замок Бецков                      | Beckovský hrad                  | ХІІ ст. — дерев'яний; ХІІІ ст. — кам'яний                    | біля Новего Места-над-Вагем, Тренчинський край                       | Угорський магнат ХІІІ ст. Матуш Чак; перебудований у XIV ст. герцогом Штібором.                                      | Зруйнований у 1729 році. |
|            | Бойницький замок                  | Bojnický zámok                  | Перша згадка під 1113 роком у документах абатства Зобор      | місто Бойніце, Тренчинський край                                     | Кардинальна перебудова XVI ст. з фортеці у ренесансний замок сім'єю Турзо; 1888–1909 родом Палфі, французький стиль. | Нині тут розміщується філіал Словацького народного музею. |
|            | Братиславський Град               | Bratislavský hrad               | ІХ ст., вперше згадується у Зальцбурзьких анналах під 907 р. | Братислава                                                           | Реконструйований у 1953–1968 рр. за проектами А.Піффла та Д.Мартинчека після пожежі 1811 р.                          | Національний символ країни. |
|            | Будатинський замок                | Budatínsky zámok                | друга половина ХІІІ ст.                                      | Жиліна                                                               | | В наш час[коли?] в замку розташований Повазький Музей. |
|            | Замок «Червений камінь»           | Červený Kameň (hrad)            | ХІІ ст.                                                      | село Часта, Братиславський край                                      | У XVI ст. перебудований аугсбурзькими купцями Фуггерами.                                                             | Близько 300 років був маєтком родини Палффі. |
|            | «Девін» замок                     | Devín                           | Вперше згадується під 864 р.                                 | Братислава                                                           | Великоморавське князівство                                                                                           | У 1809 р. армія Наполеона підірвала замок. Зображений на монеті вартістю 50 гелерів.                                                                                           |
|            | Лієтавський град                  | Lietavský hrad                  | 1241                                                         | між муніципалітетами Лєтава та Лєтавська Свінна-Бабков, окрес Жиліна | | У XVI ст. колишні власники покинули замок і тут розміщувався місцевий архів.                                                                                                   |
|            | Муранський замок                  | Muránsky hrad                   | 1271                                                         | обец (селище) Мурань, округ Ревуца                                   | | Стоїть на висоті 935 м. У XVI ст. замок був опорним пунктом місцевих бандитів та грабіжників. Пошкоджений пожежею 1760 р.                                                      |
|            | «Новий замок» (Паненський град)   | Nový zámok                      | 1564—1571                                                    | Банська Бистриця                                                     | | Сторожова вежа проти Турецької агресії. |
|            | Замок «Оравський Град»            | Oravský hrad                    | 1267                                                         | біля Дольного Кубіна, Жилінський край                                | Впродовж 1953–1968 була проведена повна реконструкція замку.                                                         | Центр Оравського комітату Угорського королівства. Тут знімався один з перших фільмів про Дракулу, «Носферату. Симфонія жаху».                                                  |